# Laura Gemser
Laura Gemser (Surabaia, Indonésia, 5 de outubro de 1950) é uma atriz de cinema e figurinista italiana.

## Biografia
Nascida em Java, 5 de outubro de 1950, chegou na Holanda e foi modelo em algumas revistas. Seu primeiro filme italiano foi Amore libero - Free Love, sob a direção de Pier Ludovico Pavoni. Teve também uma pequena parte em Emmanuelle l'antivergine, inspirada aos romances de Emmanuelle Arsan. Nos anos 70 mudou-se definitivamente para Itália.

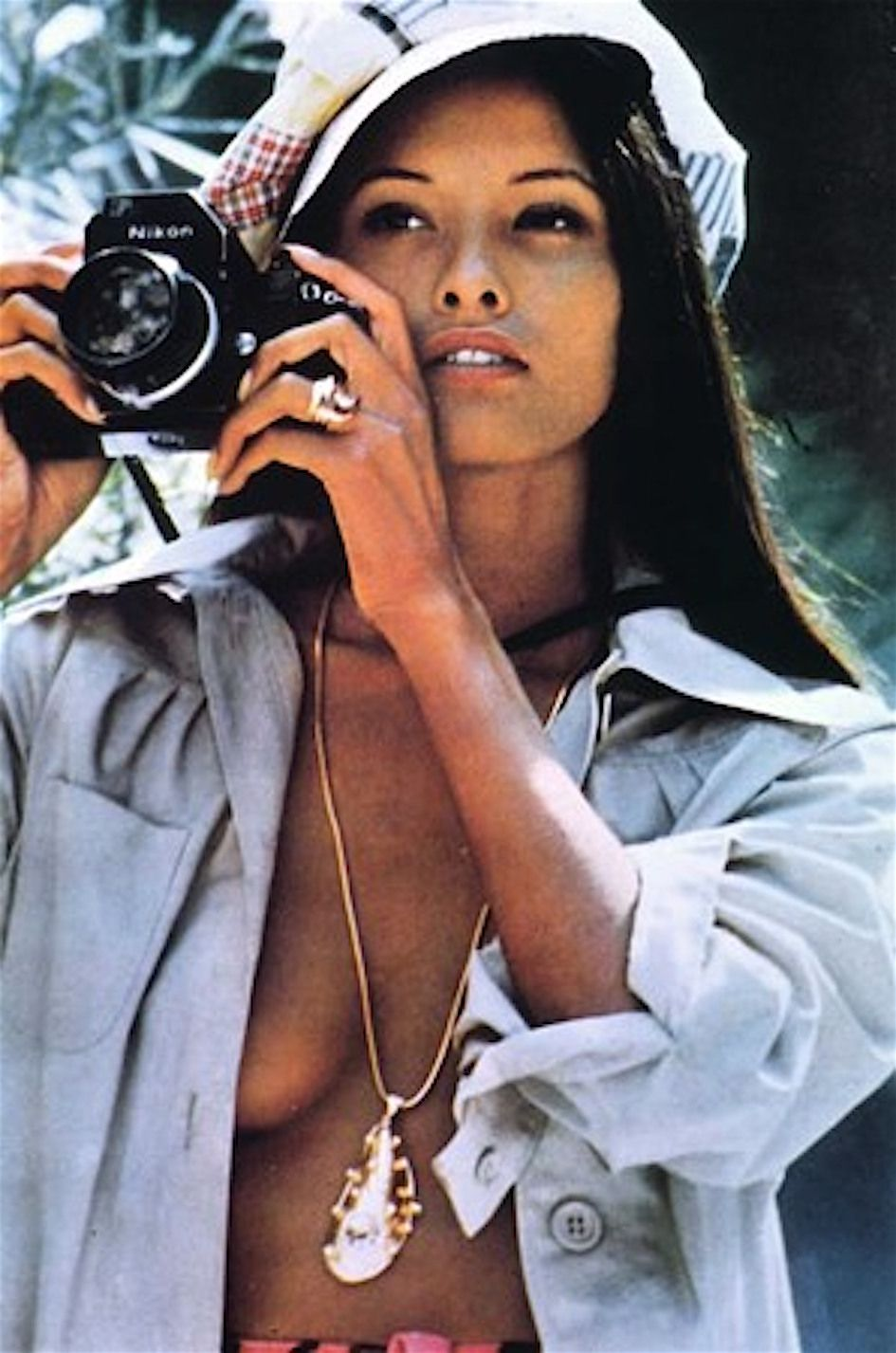
Laura Gemser em 1975, no filme Emanuelle nera

Virou um ícone dos filmes eróticos dos anos 70 e 80, mas sempre recusando o etiquete de atriz pornográfica. É também conhecida por ser a Emanuelle negra, da série de filmes que, a partir de 1975, teve muito sucesso. Ficou famosa depois do filme Emanuelle nera - Orient Reportage (1976) sob a direção de Joe D'Amato, de quem foi a musa artística também em outros filmes como Eva nera e Le notti erotiche dei morti viventi.
Foi casada com o ator Gabriele Tinti, de 1976 até a morte dele em 1991, vivendo em Roma no bairro Saxa Rubra. Depois da morte do marido, começou a trabalhar somente como figurinista, função que desempenha até hoje.
Em 1999, participou do velório do seu pigmaleão, Joe D'Amato.

## Filmografia

### Atriz
- Free Love (1974)
- Black Emmanuelle (1975)
- Orient Reportage (1976)
- Eva nera (1976)
- La nave dei dannati (1976)
- La spiagga del desiderio (1976)
- Voto di castità (1976)
- Emanuelle in America (1976)
- I due superpiedi quasi piatti (1977)
- Emanuelle: perché violenza alle donne? (1977)
- Emanuelle e gli ultimi cannibali (1977)
- Suor Emanuelle (1977)
- Velluto nero (1977)
- Exit 7 (1978)
- La via della prostituzione (1978)
- L'infermiera di campagna (1978)
- Le notti porno del mondo (1978)
- Emanuelle e le porno notti nel mondo n.2 (1978)
- Voglia di donna (1978)
- Collections privées (1979) - cena L'île aux sirènes
- La donna della calda terra (1979)
- Laura's desires (1979)
- Malizia erotica (1979)
- Sexy Moon (1979)
- Brigade criminelle (1980)
- Le notti erotiche dei morti viventi (1980)
- Porno Esotic Love (1980)
- Follia omicida (Murder obsession (Follia omicida)), direção de Riccardo Freda (1981)
- Bushido, la spada del sole (1981)
- Die Todesgöttin des Liebescamps (1981)
- Ator l'invincibile (1982)
- Caligola, la storia mai raccontata (1982)
- La belva dalla calda pelle (1982)
- Safari senza ritorno (1982)
- Violenza in un carcere femminile (1982)
- Blade Violent - I violenti (1982)
- Endgame - Bronx lotta finale (1983)
- Le Déchaînement pervers de Manuela (1983)
- Love is forever (1983)
- L'alcova (1984)
- Il piacere (1985)
- Voglia di guardare (1986)
- Delizia (1987)
- Pomeriggio caldo (1987)
- Top Model (1987)
- Dirty Love - Amore sporco (1988)
- Riflessi di luce (1988)
- Blue angel cafe (1988)
- Dove vuoi quando vuoi (1989)
- La signora di Wall Street (1989)
- Ator l'invincible (1990)
- DNA formula letale (1990)
- La stanza delle parole (1990)
- Undici giorni, undici notti 2 (1990)
- Una tenera storia (1990)

### Figurinista
- Dirty Love - Amore sporco (1988)
- Top Model (1988)
- Quest for the Mighty Sword (1990)
- DNA formula letale (1990)
- La casa 5 (1990)
- La stanza delle parole (1990)
- Troll 2 (1990)
- Troll 3 (1990)
- Hot steps - passi caldi (1990)
- Le porte del silenzio (1991)
- La donna di una sera (1991)
- Ritorno dalla morte - Frankenstein 2000 (1992)